# 3S 운동
기업에서 3S라고 할 경우는 단순화(simplification), 표준화(standardization), 전문화(specialization)를 말한다. 요컨대 합리화의 내용을 구성하는 것으로서 단순화는 예를 들어 제품 라인을 줄이는 것, 유리한 라인만으로의 집약이며 표준화는 선택된 제품 라인의 형식·품질·기능·부품·작업방법 등에 대해서 일정한 규준을 설정하는 일이다. 이와 같은 단순화·표준화에 의하여 전문화가 진행된다. 이 전문화는 작업 담당자가 단일한 공정에만 집중케하는 것과 분업을 이룩하는 것을 의미한다. 이와 같은 3S가 생산관리에 관하여 전개되면 대량 생산체제가 갖추어지게 된다.

## 참고 자료
- 이 문서에는 다음커뮤니케이션(현 카카오)에서 GFDL 또는 CC-SA 라이선스로 배포한 글로벌 세계대백과사전의 "3S" 항목을 기초로 작성된 글이 포함되어 있습니다.